# Айзенштат Григорій Ізраїльович
Григорій Ізраїльович Айзенштат — журналіст, краєзнавець, громадський діяч єврейського походження та перший редактор газети «Лебн». Почесний громадянин міста Конотоп.

## Біографія
Народився 24 листопада 1939 року в Конотопі Сумської області. Ріс в інтелігентній родині, що походила з міщан Чернігівської губернії. Мати Єва Залманівна вела сімейне господарство. Батько Ізраїль Гершович досконало знав іврит та їдиш, які викладав у єврейський школі.
У дворчному віці разом із батьками був евакуйований до Мордовії. У 1957 році Г. І. Айзенштат закінчив середню школу № 2 Конотопа, у 1962 — факультет іноземних мов Курського педагогічного інституту за спеціальністю англійська та німецька мови. Відпрацювавши обов'язкові два роки за направленням у селищі Тьоткіно під Курськом, Григорій Ізраїльович повернувся до рідного міста. З 1964 по 1994 роки працював у школі-інтернаті № 1 учителем німецької мови. З 1966 року вів рубрику «Шахові цікавинки» у міськрайонній газеті «Радянський прапор».
У 1993 році його обрали головою єврейського товариства «ЛЕБН». У грудні наступного року очолив газету, що саме почала випускатись єврейським товариством Конотопа.
Помер 10 жовтня 2010 року у м. Конотоп на 71 році життя.
31 серпня 2015 року посмертно присуджено звання Почесного громадянина м. Конотоп.

## Діяльність
За його головування та безпосередньою участю єврейським товариством було засновано власну газету — «Лебн», проведено дослідження історії Конотопа та єврейської громади Чернігівщини.
Його матеріали з народознавства та інформації про діяльність очолюваного ним товариства систематично з'являлись в найстарішій місцевій газеті — «Конотопському краї». Григорій Айзенштат був одним з найбільш активних громадських кореспондентів газети.

## Цікаві факти
Через володіння іноземними мовами, надзвичайну комунікабельність та широке коло спілкування, Григорій Айзенштат привертав до себе увагу КДБ. Його не одноразово викликали на «бесіди» до радянських спецслужб.